# اينار روز
اينار روز (بالنرويجية البوكمول: Einar Rose)‏ هو مغني وصاحب مطعم وممثل نرويجي، ولد في 27 يناير 1898 في النرويج، وتوفي بنفس المكان في 3 فبراير 1979.

## وصلات خارجية
- اينار روز على موقع IMDb (الإنجليزية)
- اينار روز على موقع ميوزك برينز (الإنجليزية)
- اينار روز على موقع كينوبويسك (الروسية)